# 630.
630. je četrto desetletje v 7. stoletju med letoma 630 in 639. 